# أوراكا ملكة قشتالة
أوراكا (أبريل 1079 - 8 مارس 1126) ملكة قشتالة وليون وجليقية، هي الابنة الكبرى لألفونسو السادس ملك قشتالة، ووالدة ألفونسو السابع ملك قشتالة الذي انجبته من زوجها الأول ريموند البورغندي الذي توفي سنة 1107 م، وتزوجت بعده من ألفونسو الأول ملك أراغون.
تعتبر أوراكا أول ملكة حاكمة تعتلي العرش في أوروبا الغربية، والثانية في أوروبا بأكملها بعد أيرين الأولى الإمبراطورة الروم الشرقية.

## حياتها
ولدت أوراكا في برغش كابنة الوحيدة لـ ألفونس السادس ملك ليون وقشتالة من زوجته الثانية كونستانس من بورغندي اعتبرت الوريثة المفترضة حتى 1107 عندما اعترف والدها بابنه الوحيد غير الشرعي سانشو من محظيته زائدة باعتباره الوريث.
جُعلت أوراكا مكاناً في خط الخلافة محوراً سياسياً سلالياً؛ بحيث تزوجت وهي ذي الثامنة الأعوام في 1087 من ريموند من بورغندي المرتزق المغامر؛ كان هذا الزواج جزءاً من إستراتيجية ألفونسو السادس الدبلوماسية في جلب التحالفات عبر البرانس.
استطعت أوراكا انجاب لريموند بنتاً وولداً وبالإضافة إلى وفاة جنين ميتاً، توفي ريموند في 1107.
أوراكا أصبحت مرة أخرى الوريثة المفترضة بعد وفاة شقيقها في معركة أقليش في 1108، ورغم أن النبلاء وافقوا على تسميتها كوريثة إلا أنهم طالبوا بتزويجها مرة أُخرى؛ وعلى الفور ظهر العديد من المرشحين بما في ذلك الشحناء من بين نبلاء قشتالة وليون من هؤلاء الخاطبين، لهذا قرر تزويجها من ابن عمه ألفونسو الأول من أراغون المعروف بـ المحارب، مما يتيح فرصة التوحيد بين قشتالة وليون - أراغون ونافارا.